# Площадь 1 Мая (Казань)

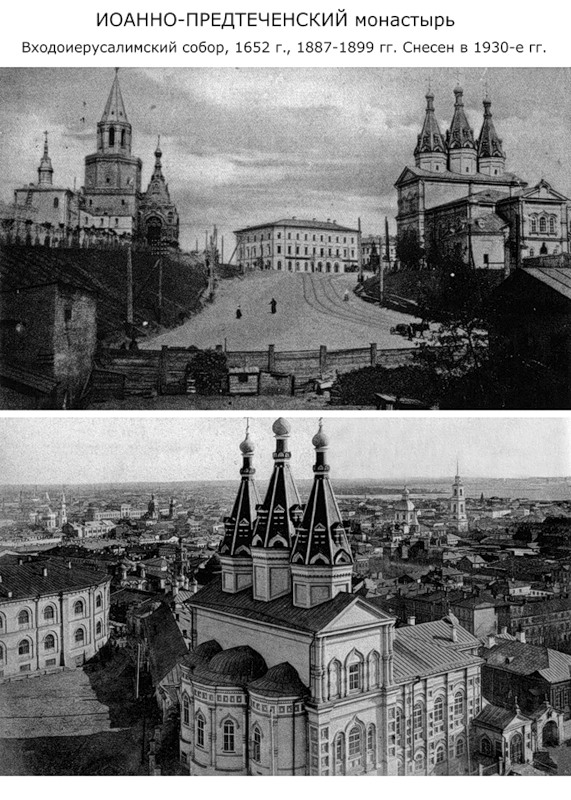
Архитектурный ансамбль Ивановской площади до революции 1917 г.

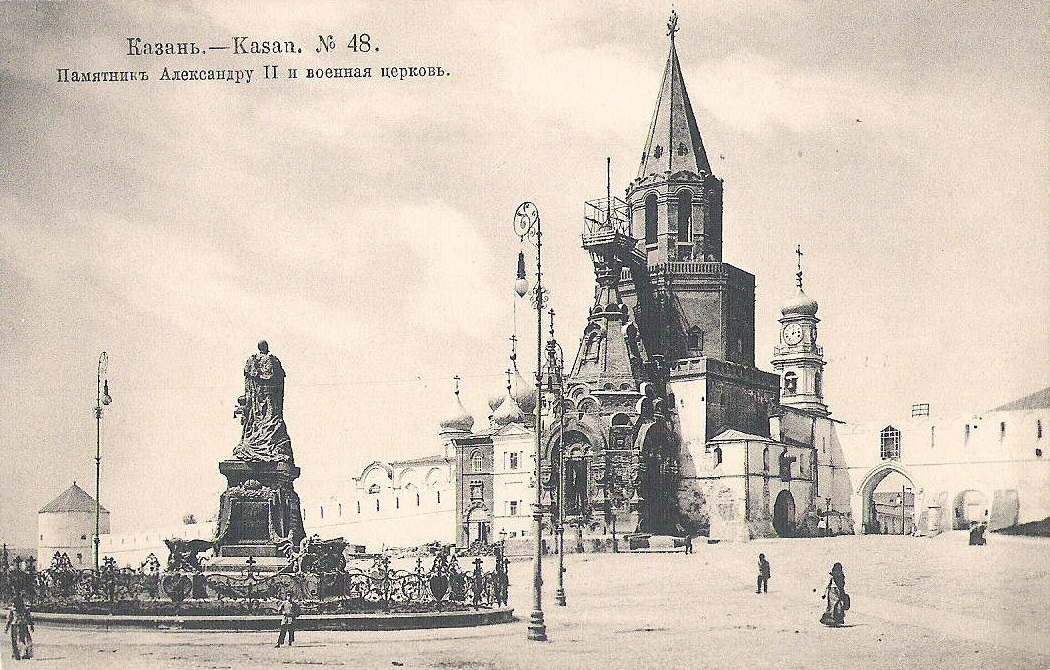
Памятник Александру II и военная церковь Спаса Нерукотворного Образа при Спасской башне Казанского Кремля

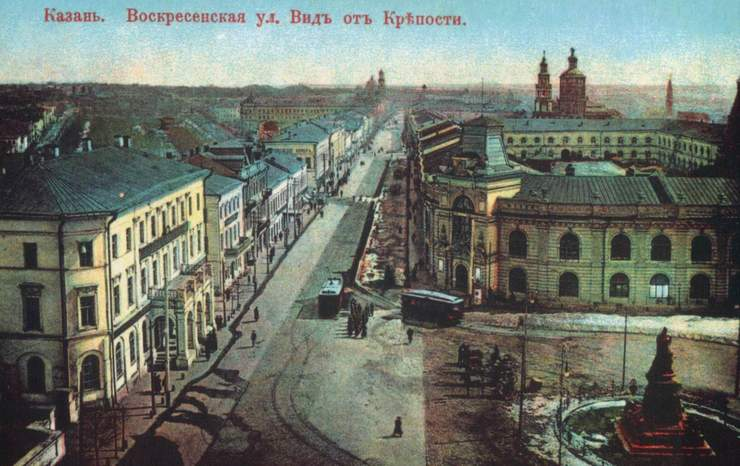
Вид на Ивановскую площадь от кремля. Слева здание городской Думы; справа — Национального музея

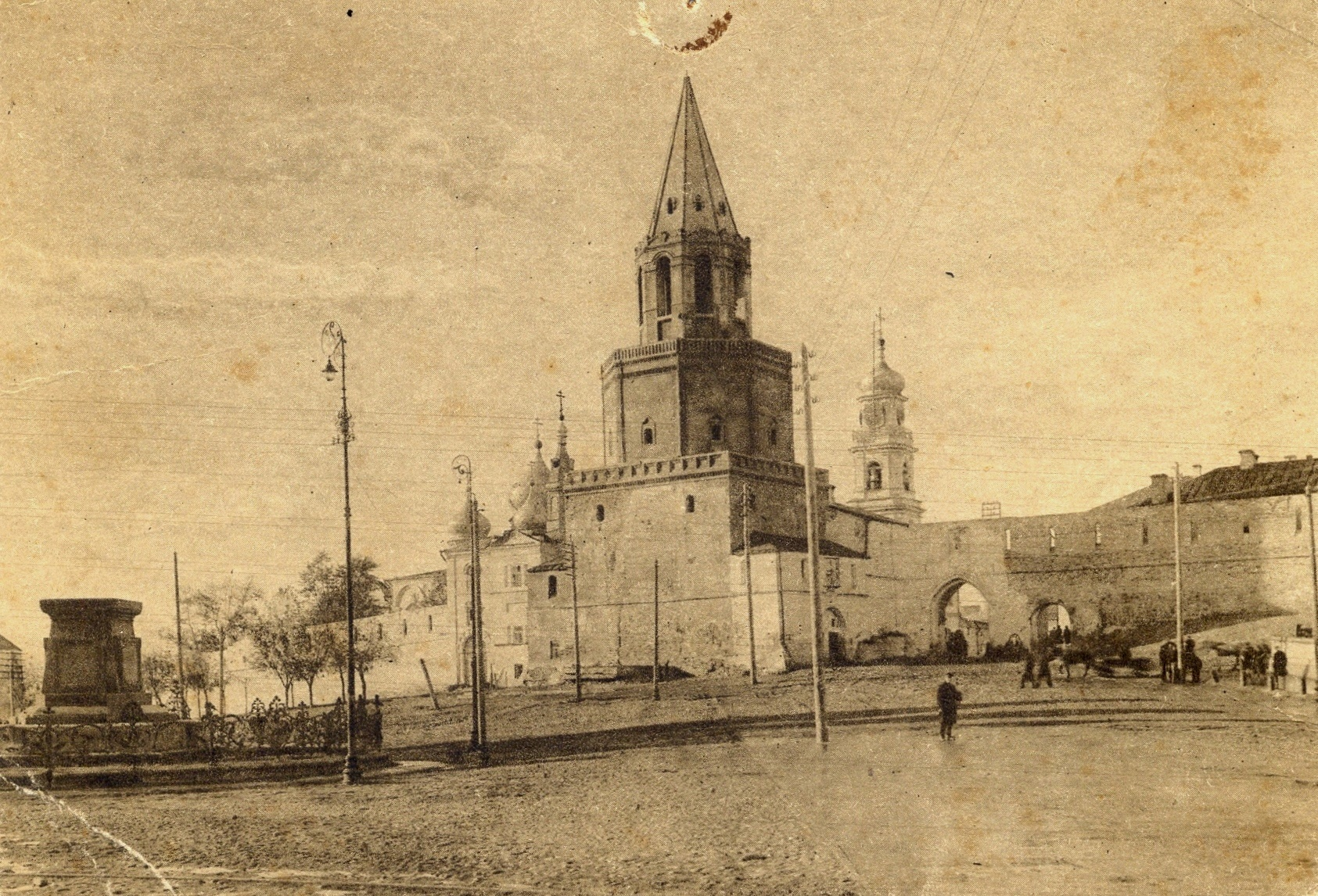
Площадь в 1920-е годы (снесены памятник Александру II и часовня)

Пло́щадь 1 Ма́я (тат. 1-нче Май мəйданы), ранее Спасская, Ивановская, Александровская — площадь в историческом центре Казани у Казанского Кремля, в Вахитовском районе города. Древнейшая площадь в городе расположена у восточной стены Кремля и его главной проездной башни — Спасской. Одна из важных достопримечательностей города, одно из мест фотосъёмок туристов и остановок туристических автобусов, одно из традиционных мест посещения горожан в день свадьбы.

## История
Исходное название площади — Спасская по соответствующей башне Кремля XVI века. В XVII веке площадь переименована в Ивановскую по расположенному рядом Иоанно-Предтеченскому монастырю. Во второй половине века и до Октябрьской революции площадь была Александровской по установленному здесь памятнику российскому императору Александру II. Нынешнее название в честь Дня солидарности трудящихся площадь получила в 1918 году.
Исторически площадь была отделена от остальной части города глубоким оборонительным рвом Казанского Кремля с перекинутым через него деревянным мостом. Впоследствии в конце XIX века ров был засыпан, а мост разобран.
Долгое время как общественный центр города площадь была местом оглашений царских указов, торжественных церемоний, публичных наказаний, во время пугачёвского восстания 1774 года — местом его неудачного артиллерийского (пушечного) штурма Казанского Кремля, а в годы революций 1905—1907 и 1917 годы — местом массовых митингов. Также на площади располагались торговые ряды и лавки — здесь был торговый центр города. Было выстроено одно из немногих в России зданий Гостиного двора, которое позже стало городским музеем краеведения, ныне — Национальный музей Республики Татарстан.

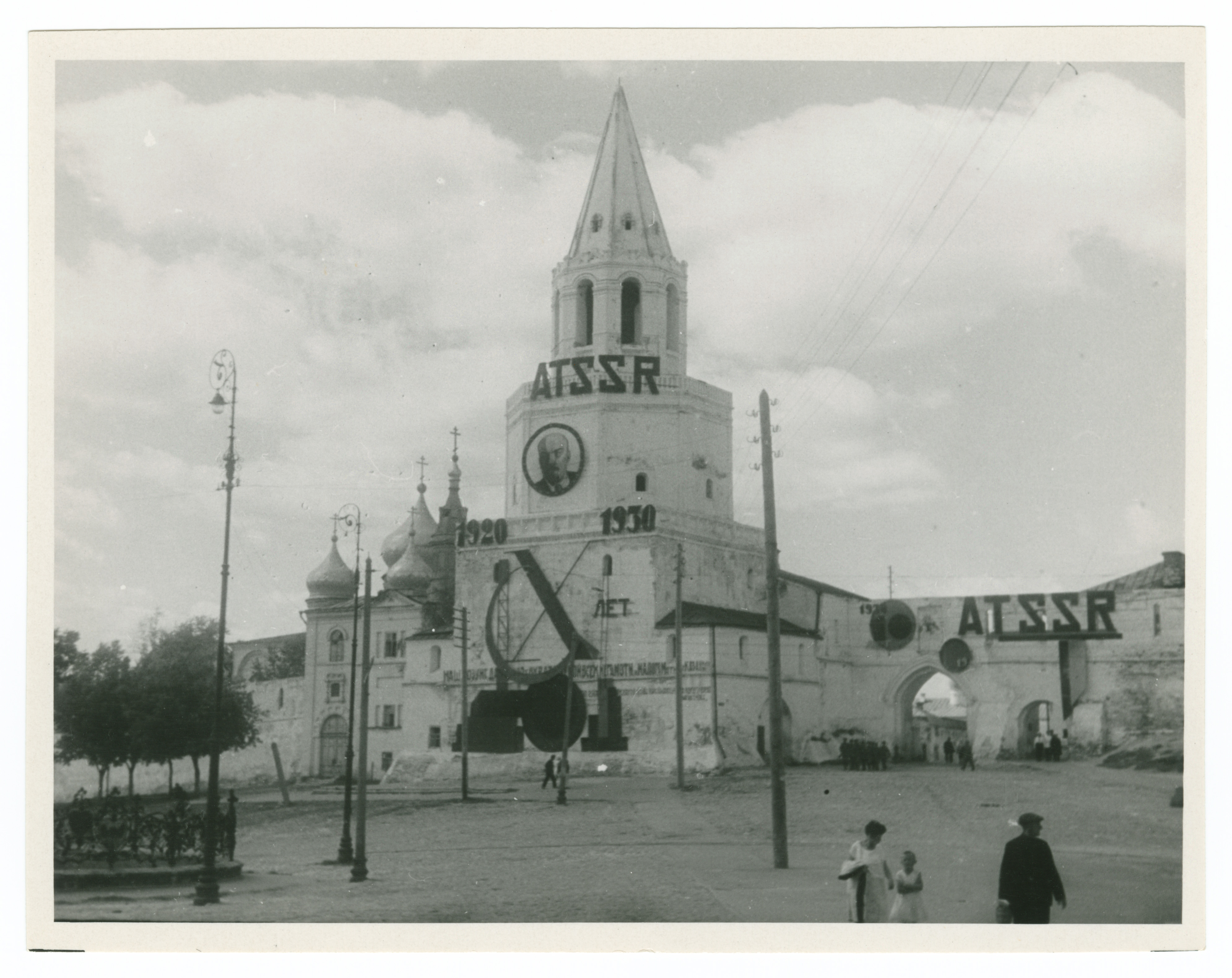
Спасская башня в 1930 году с символикой в честь образования ТАССР на месте снесенной часовни

Ранее на площади впритык к Спасской башние также находилась военная церковь Спаса Нерукотворного Образа в красно-черных цветах, которая была снесена. В советский период на этом месте некоторое время была композиция с символикой 10-летия образования ТАССР.
На площади 1 Мая существовал с 1895 года и был снесён в 1918 году памятник Александру II. В рамках выполнения ленинского плана монументальной пропаганды на пьедестале от снесённого памятника Александру II 1 мая 1920 года был установлен памятник «монумент Труда», или «Освобождённый труд», изготовленный из недолговечного материала, который стал разрушаться и был удалён.
3 ноября 1966 года на этом месте был сооружен монументальный комплекс-мемориал в составе памятника Герою Советского союза Мусе Джалилю и барельефа героям татарского сопротивления в немецко-фашистском плену («группе Курмашева») на гранитной площадке с цветником и скамейками.

## Объекты
Проезд в Спасской башне с площади 1 Мая — один из двух проходов в Казанский Кремль.
На площади расположены важные объекты городского значения и здания-архитектурные достопримечательности — Национальный музей (ранее — Гостиный двор) и комплекс зданий Мэрии и городской Думы.
Спуск от площади 1 Мая к площади Тысячелетия и началу улицы Баумана — единственное место в городе, где уложена брусчатка из округлых камней. Во второй половине 1980-х годов к визиту в Казань Лигачёва брусчатка была закатана в асфальт за одну ночь, однако уже через несколько недель было принято решение о восстановлении этой исторической городской достопримечательности, и каждый её камень пришлось очищать от асфальта вручную в течение многих месяцев.
К площади примыкают следующие объекты:
- Казанский Кремль, восточная стена с башнями (Спасская, Юго-Восточная, Северо-Восточная);
- Национальный музей Республики Татарстан;
- Администрация города Казани (Мэрия и городская Дума);
- Иоанно-Предтеченский монастырь;
- начало улицы Кремлёвская;
- спуск к площади Тысячелетия и началу улицы Баумана;
- станция метро «Кремлёвская», выход из северного вестибюля.

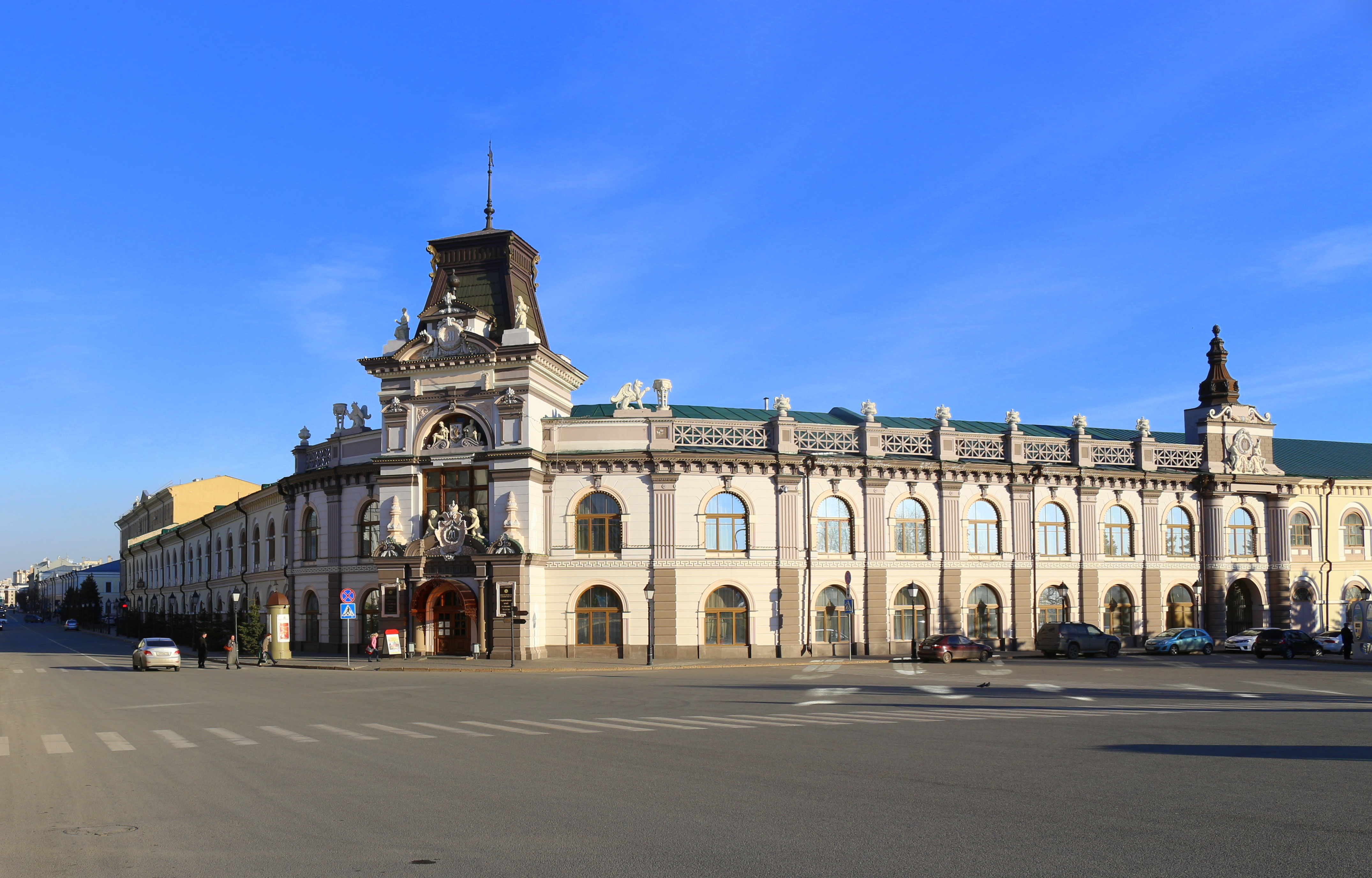
Вид на площадь и Национальный музей Республики Татарстан (ранее - Гостиный двор)
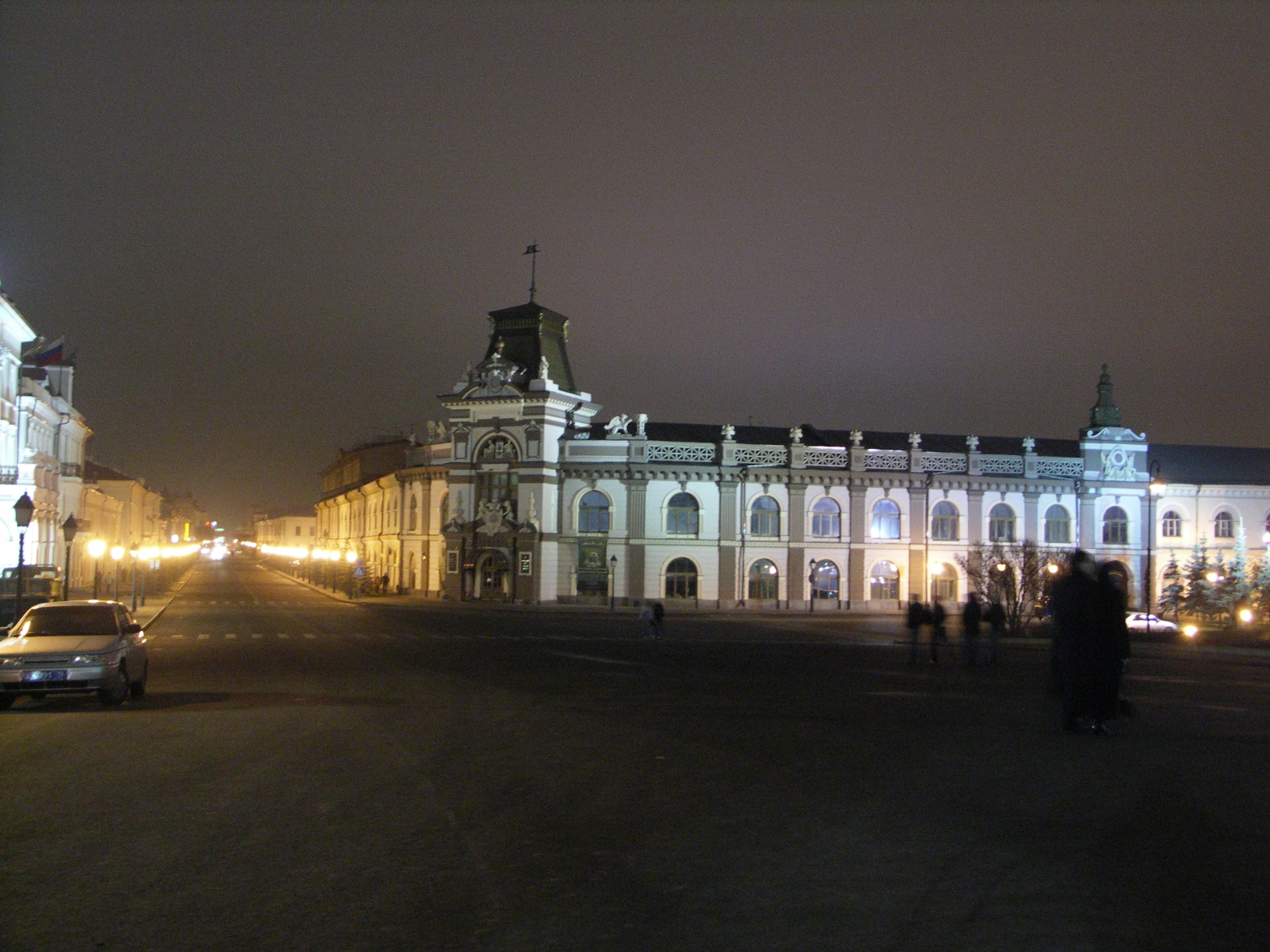
Вид на площадь и Нац.музей ночью
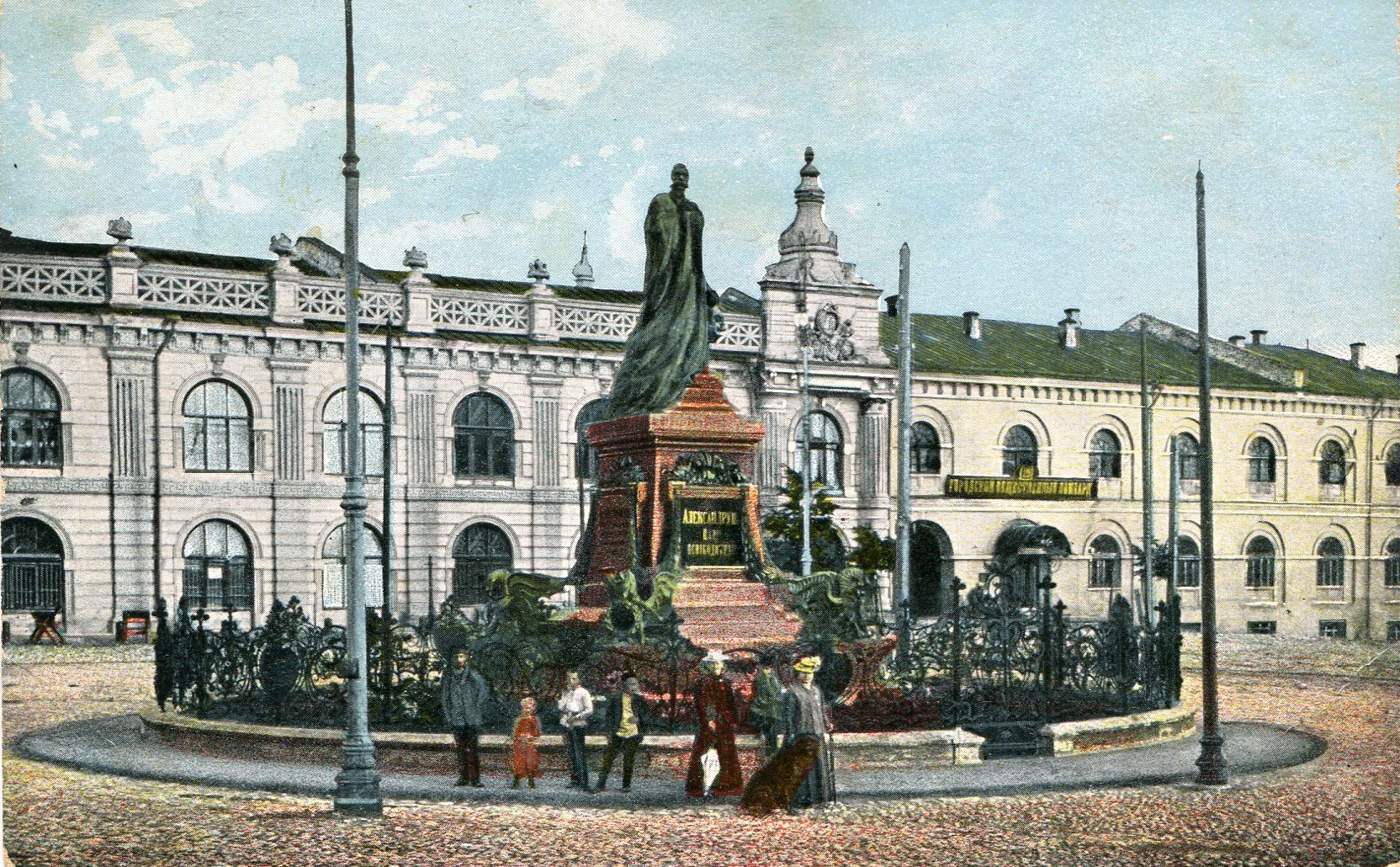
Памятник Александру II на фоне здания Городской думы и публичной библиотеки на рубеже XIX и XX веков
Барельеф в память о «группе Курмашева»
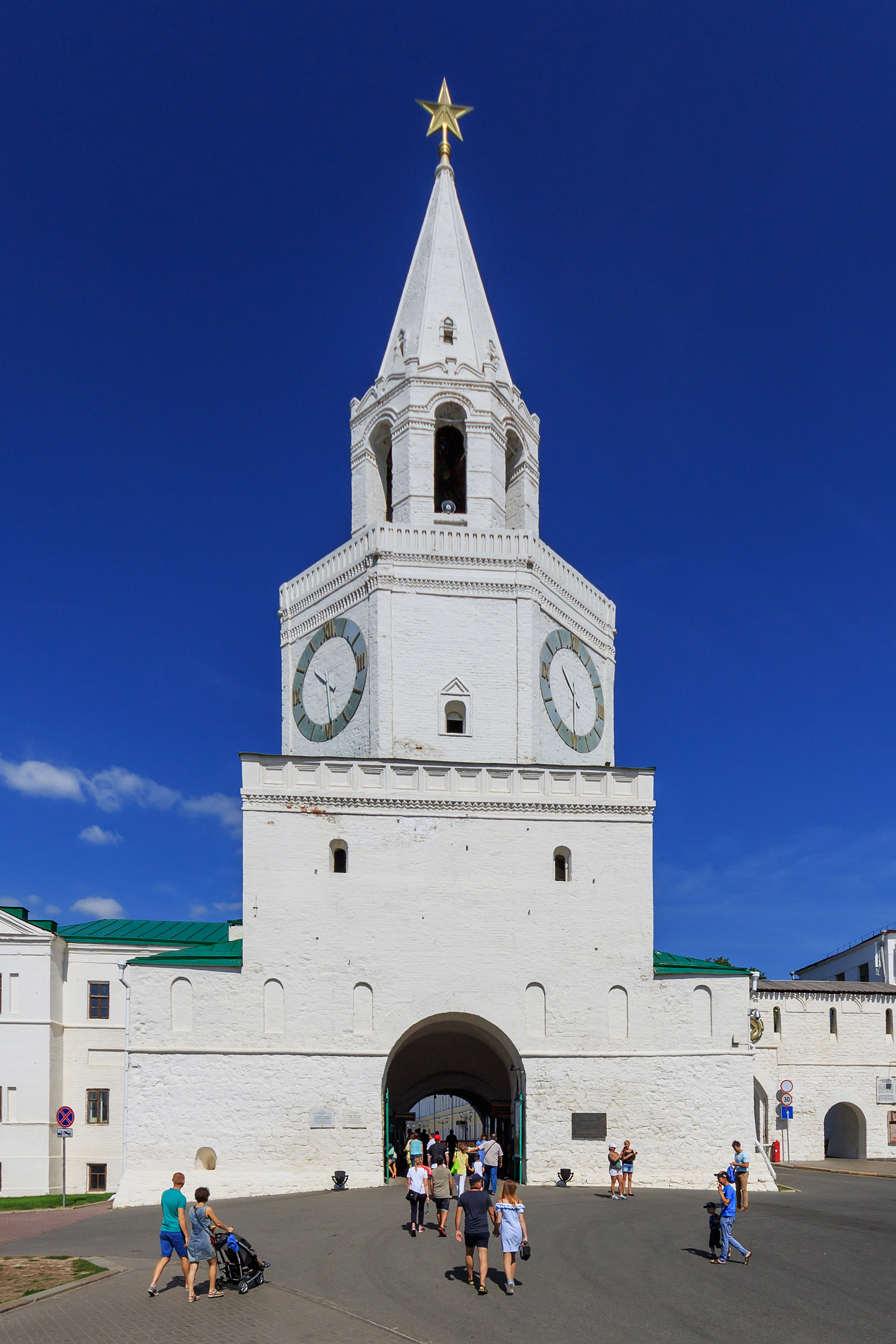
Спасская башня Казанского кремля
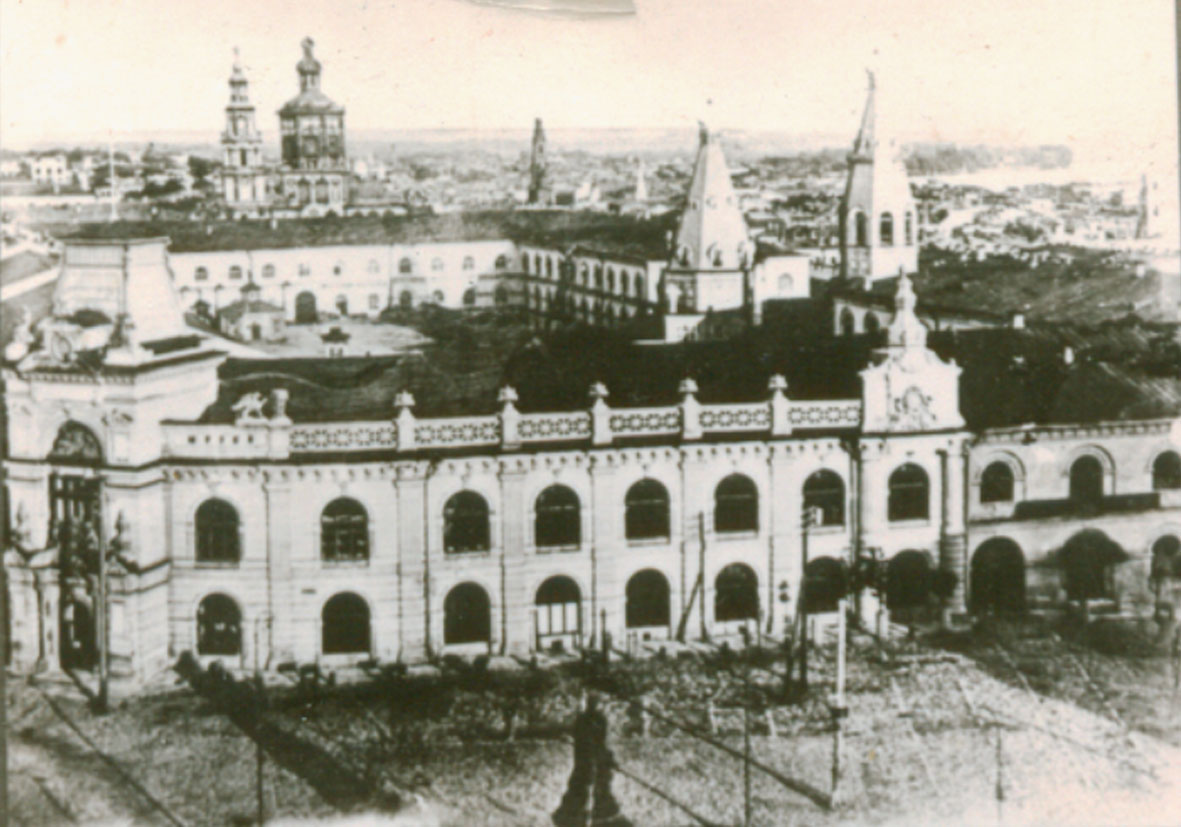
Гостиный двор в бытность с церковью Николы Гостинодворского (закрыта и лишена верхней части при советской власти)
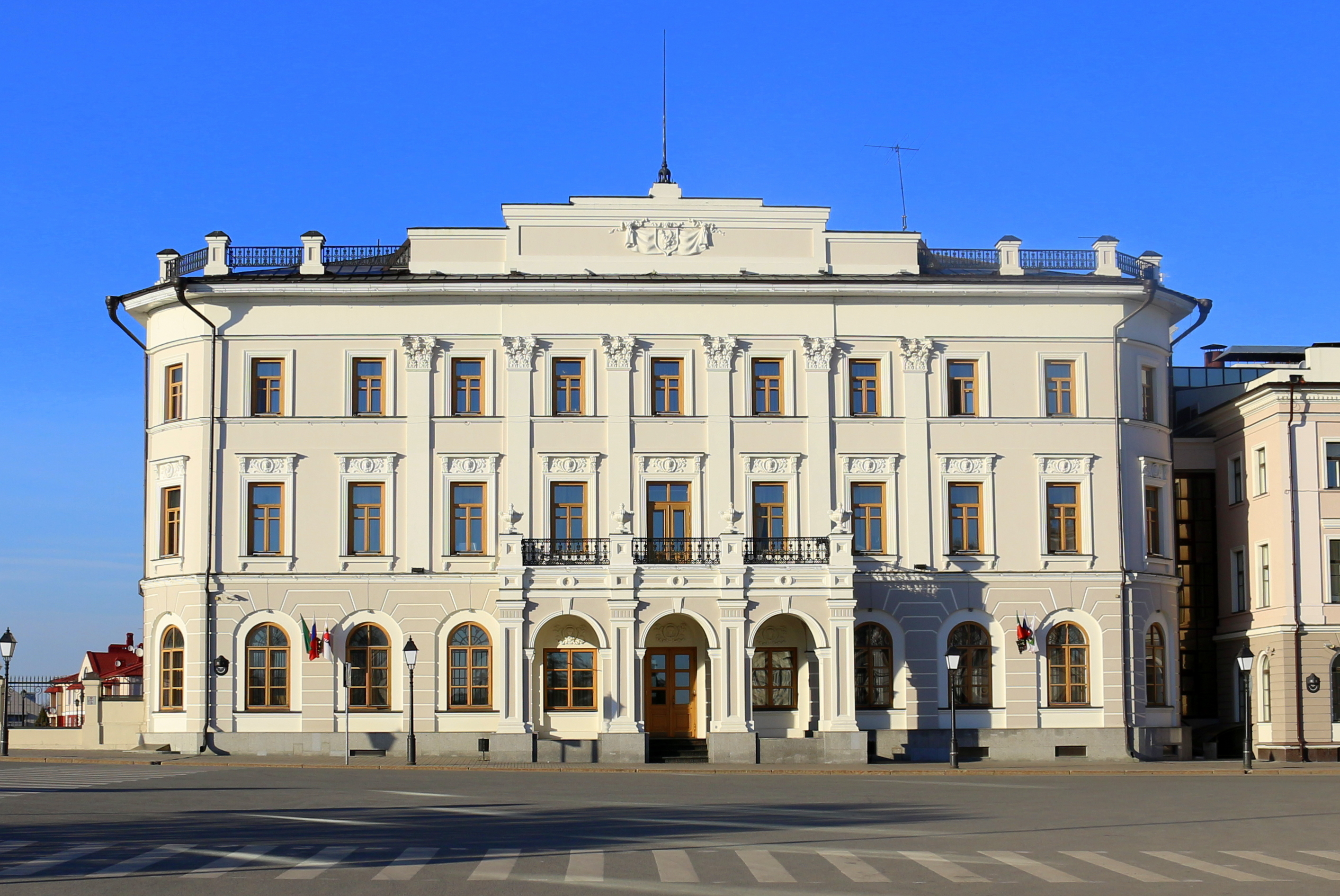
Мэрия
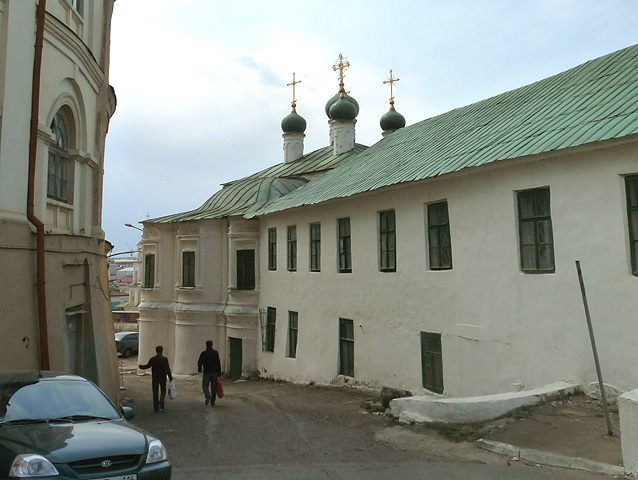
Спуск от площади 1 Мая к Иоанно-Предтеченскому монастырю
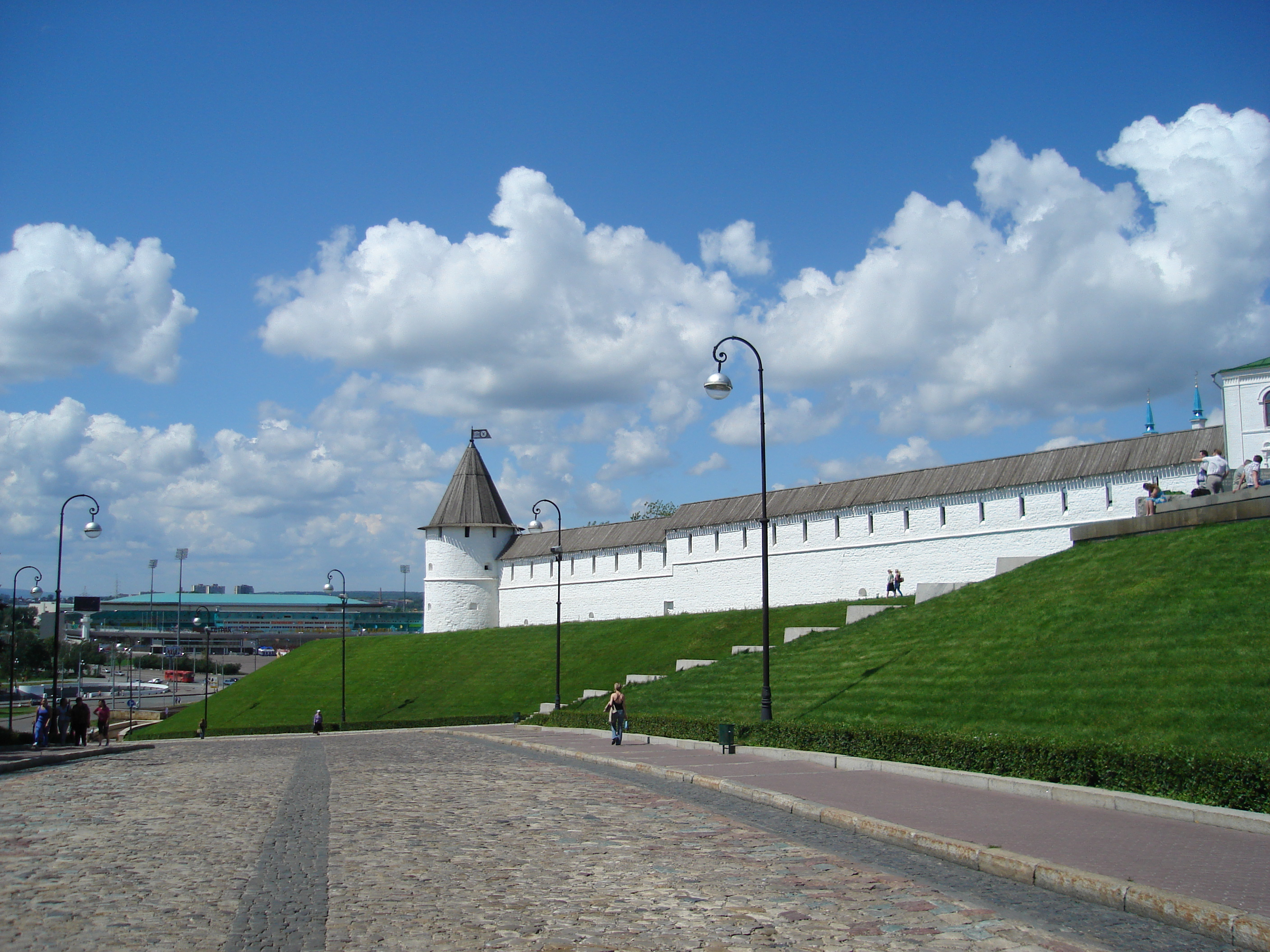
Спуск с брусчаткой от площади 1 Мая к площади Тысячелетия и началу улицы Баумана
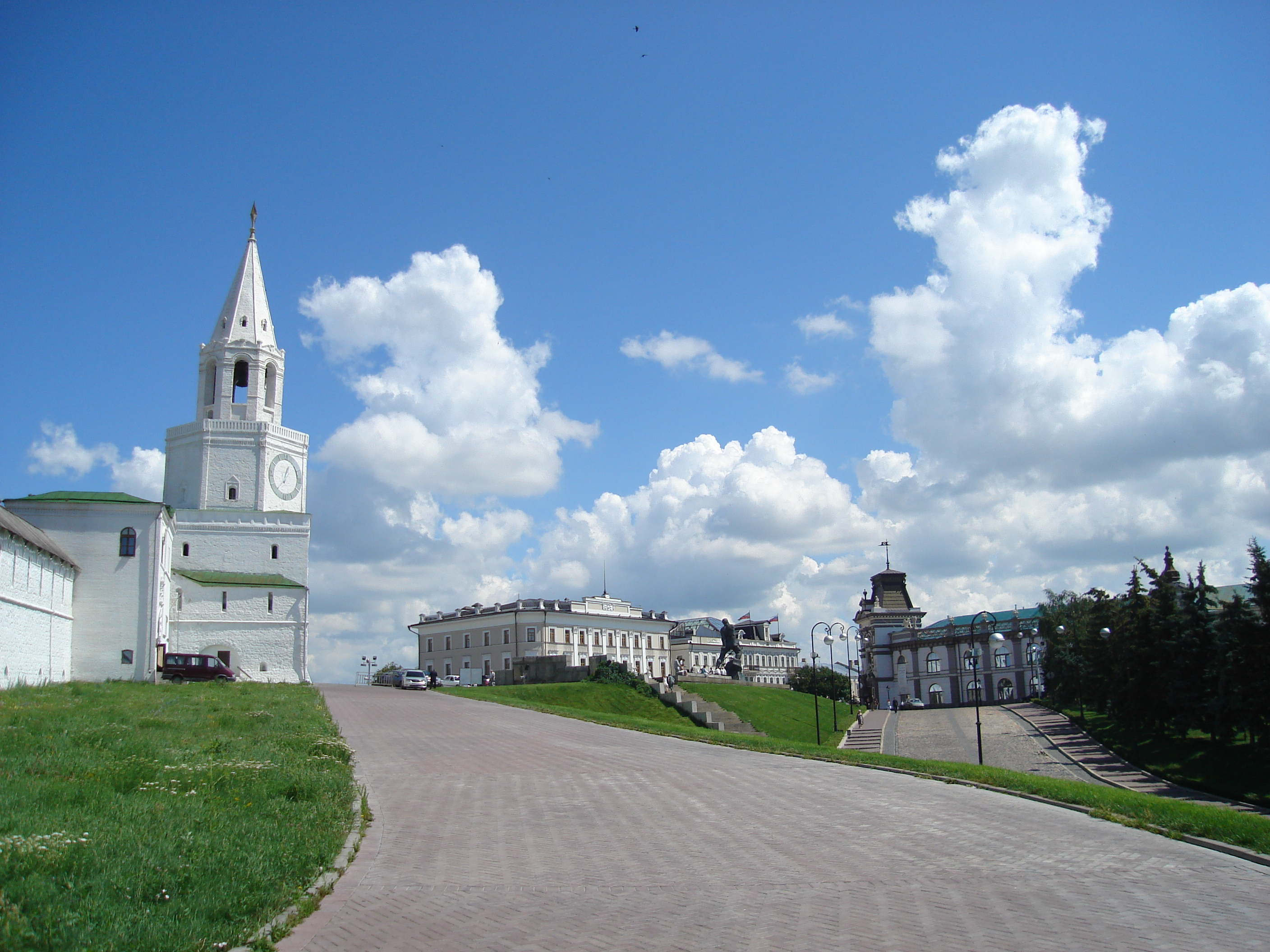
Аллея с брусчаткой от площади 1 Мая вдоль подножия Кремля
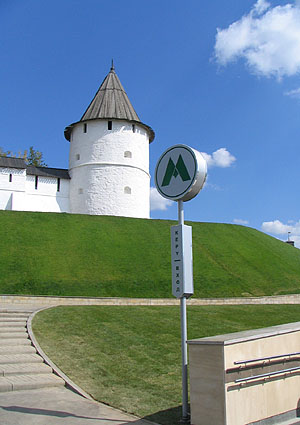
Один из выходов из станции метро «Кремлёвская»

## Транспорт
В начале XX-го века по площади ходили трамваи.
В советское время на площади 1 Мая была конечная остановка редко ходящего автобусного маршрута № 15.
В настоящее время транспортная доступность площади имеется с расположенного на спуске к площади Тысячелетия ближайшего выхода из северного вестибюля станции метрополитена «Кремлёвская», а также расположенных недалеко других выходов из обоих вестибюлей станции и остановки «Центральный стадион» автобусов и троллейбусов.